# فيليب ميلادينوفيتش
فيليب ميلادينوفيتش (بالصربية: Филип Младеновић)‏ هو لاعب كرة قدم صربي في مركز الدفاع، ولد في 15 أغسطس 1991 في تشاتشاك في صربيا. شارك مع منتخب صربيا تحت 21 سنة لكرة القدم ومنتخب صربيا لكرة القدم. أما مع النوادي، فقد لعب مع النجم الأحمر بلغراد وباتي بوريسوف وستاندارد لييج وليخيا غدانسك وليغيا وارسو ونادي كولن.

## وصلات خارجية
- فيليب ميلادينوفيتش على موقع الاتحاد الدولي (مؤرشف)  (الإنجليزية)
- فيليب ميلادينوفيتش على موقع الاتحاد الأوربي (الإنجليزية)
- فيليب ميلادينوفيتش على موقع قاعدة بيانات كرة القدم.إي يو (الإنجليزية)
- فيليب ميلادينوفيتش على موقع ناشيونال فوتبول تيمز (الإنجليزية)
- فيليب ميلادينوفيتش على موقع Soccerway.com (الإنجليزية)
- فيليب ميلادينوفيتش على موقع عالم كرة القدم.نت (الإنجليزية)
- فيليب ميلادينوفيتش على موقع AS.com (الإسبانية)